# (2868) Upupa
(2868) Upupa es un asteroide que forma parte del cinturón de asteroides y fue descubierto por Paul Wild el 30 de octubre de 1972 desde el Observatorio de Berna-Zimmerwald, Suiza.

## Designación y nombre
Upupa recibió inicialmente la designación de 1972 UA.
Posteriormente se nombró por las abubillas, un ave de la familia de las upúpidas.

## Características orbitales
Upupa está situado a una distancia media de 2,816 ua del Sol, pudiendo acercarse hasta 2,326 ua y alejarse hasta 3,306 ua. Tiene una excentricidad de 0,174 y una inclinación orbital de 7,551°. Emplea en completar una órbita alrededor del Sol 1726 días.